# メルセデス・MGP W01
メルセデス MGP W01 (Mercedes MGP W01) は、メルセデスGPが2010年のF1世界選手権参戦用に開発したフォーミュラ1カー。

## 概要
2010年1月25日に、ドイツ・シュトゥットガルトにあるメルセデス・ベンツ・ミュージアムで発表会が行われた。この時点で披露されたのは2009年シーズンにおいて前身チームであるブラウンGPが使用していたBGP001に2010年仕様のカラーリングを施したマシンだったが、2月1日からバレンシア・サーキットで行われた合同テストにて正式にMGP W01が発表された。
メルセデスワークスとして55年ぶりのF1マシンは、予想されたとおり銀色（シルバーアロー）に塗装され、"W"の付いた通番が与えられることになった。
フロントウイングは、昨年のマシンであるブラウン・BGP001の後半戦仕様と酷似したデザインである。他チームのマシンに無い特徴として、左右分割式のインダクションポッド（吸気口）の形状が挙げられる。中央に支柱のような構造物があるが、これはシャーシデザインのホモロゲーション化が影響している。従来では、インダクションポッドにロールバーの機能を持たせる場合が多かったが、2010年のレギュレーションでは、シャーシのホモロゲーション化施行により、インダクションポッドの形状を見直す際に制約が生じてしまっていた。そこで、ロールバー機能を持たせた柱状の構造物をインダクションポッドとは別に設置した。それによって、インダクションポッド自体の形状変更に自由度を持たせている。
オーバーステアを好むミハエル・シューマッハにとって、アンダーステア傾向を示すMGP W01を乗りこなしている感に見えず、開幕から4戦は、チームメイトであるニコ・ロズベルグの後塵を拝した。
ヨーロッパラウンド初戦となる第5戦スペインGPには、大幅な改良が加えられた。具体的には、フロントサスペンションの改良によるホイールベースの延長とインダクションポッドの形状変更であった。インダクションポッドが、より後方に下げられ、高さも低下しているため、ロールバーの突起が目立つ格好となっている。

## スペック

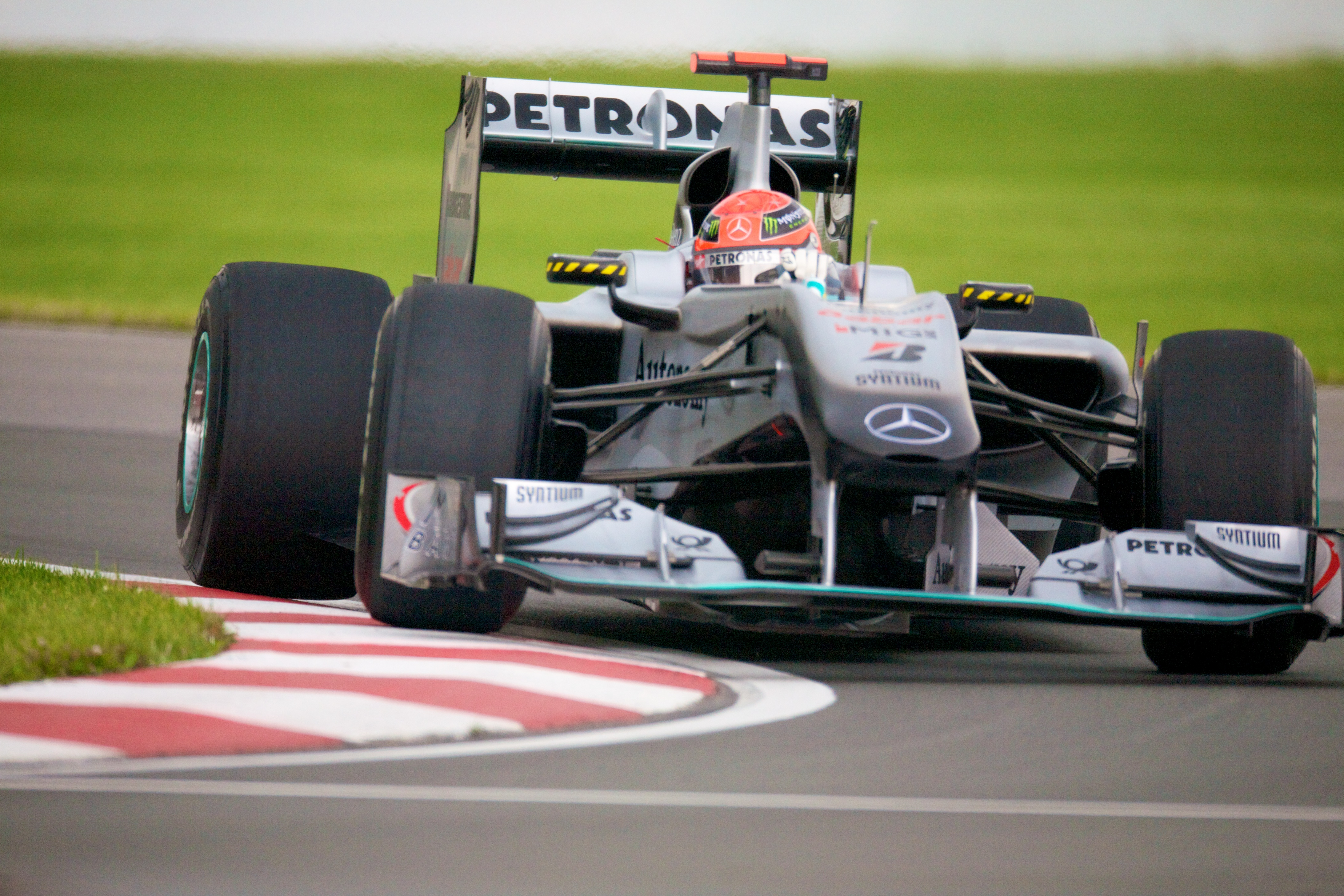
カナダGPでのMGP W01、ミハエル・シューマッハがドライブ。

### シャーシ
- シャーシ名 MGP W01
- シャーシ構造 カーボンファイバー/ハニカムコンポジット複合構造による成型
- 全長 4,800 mm
- 全幅 1,800 mm
- 全高 950 mm
- クラッチ カーボンプレート
- ブレーキキャリパー ブレンボ
- ブレーキディスク・パッド ブレンボカーボンファイバーディスクブレーキ
- サスペンション 前後プッシュロッドトーションバー・ダンパー/ダブルウィッシュボーン
- ダンパー ザックス
- ホイール BBS鍛造マグネシウム
- タイヤ ブリヂストンポテンザ
- ギアボックス 電子油圧制御制御7速＋リバース1速クイックシフトセミオートマチック/カーボンコンポジットケーシング
- エレクトロニクス MES-マイクロソフト スタンダードECU
- ステアリング ラック・アンド・ピニオン（パワーアシスト付）カーボンファイバー製ステアリング・ホイール
- 重量 冷却水、潤滑油、ドライバーを含めて620kg

### エンジン
- エンジン名 メルセデス・ベンツ FO108X
- 気筒数・角度 V型8気筒・90度
- 排気量 2,400 cc
- 最高回転数 18,000 rpm（レギュレーションで規定）
- バルブ数 32
- ピストンボア 98 mm（レギュレーションで規定）
- 重量 95 kg

## 記録
| 年   | No. | ドライバー   | 1   | 2   | 3   | 4   | 5   | 6   | 7   | 8   | 9   | 10  | 11  | 12  | 13  | 14  | 15  | 16  | 17  | 18  | 19  | ポイント | ランキング |
| 年   | No. | ドライバー   | BHR | AUS | MAL | CHN | ESP | MON | TUR | CAN | EUR | GBR | GER | HUN | BEL | ITA | SIN | JPN | KOR | BRA | ABU | ポイント | ランキング |
| ---- | --- | ------------ | --- | --- | --- | --- | --- | --- | --- | --- | --- | --- | --- | --- | --- | --- | --- | --- | --- | --- | --- | -------- | ---------- |
| 2010 | 3   | シューマッハ | 6   | 10  | Ret | 10  | 4   | 12  | 4   | 11  | 15  | 9   | 9   | 11  | 7   | 9   | 13  | 6   | 4   | 7   | Ret | 214      | 4位        |
| 2010 | 4   | ロズベルグ   | 5   | 5   | 3   | 3   | 13  | 7   | 5   | 6   | 10  | 3   | 8   | Ret | 6   | 5   | 5   | 17  | Ret | 6   | 4   | 214      | 4位        |

- 太字はポールポジション、斜字はファステストラップ。(key)